# لوكاس غابرييل ريبيرو فيرمو
لوكاس غابرييل ريبيرو فيرمو (مواليد 29 مايو 2000) هو لاعب كرة قدم برازيلي يلعب في مركز المهاجم في نادي المرخية معار من نادي غريميو أنابوليس.

## مسيرة اللاعب
لعب سابقاً في نادي الخور.

## روابط خارجية
- لوكاس غابرييل ريبيرو فيرمو على موقع قاعدة بيانات كرة القدم.إي يو (الإنجليزية)
- لوكاس غابرييل ريبيرو فيرمو على موقع Soccerway.com (الإنجليزية)